# Hugenotten

Hugenottenkreuz, als Schmuck getragen von vielen französischen Calvinisten

Städte mit reformierter Bevölkerung innerhalb Frankreichs um 1685 (spanischsprachige Karte). Die Stadt La Rochelle war bis zur Niederlage von 1629 die führende hugenottische Hochburg in Frankreich. Danach mussten alle places de sûreté ausnahmslos ihre Festungsanlagen niederreißen.

Hugenotten ist die etwa seit 1560 gebräuchliche Bezeichnung für die französischen Protestanten im vorrevolutionären Frankreich. Ihr Glaube war der Calvinismus, die aus den 1530er Jahren stammende Lehre Johannes Calvins. Seit dem Edikt von Nantes 1598 bezeichnete man die Hugenotten offiziell als Religionisten (religionnaires), ihre Konfession wurde in staatlichen Urkunden als die sogenannte reformierte Religion (Religion prétendue réformée, R.P.R.) bezeichnet. Laut Patrick Cabanel stellten die Hugenotten 1560 etwa 2 Millionen Menschen oder 12,5 Prozent der damaligen französischen Gesamtbevölkerung; andere Autoren wie Hans Hillerbrand gehen von 10 Prozent um 1572 aus, was gleichfalls 2 Millionen Menschen ergibt. Geographisch wurden vor allem Poitou und Okzitanien hugenottisch.
In den 1520er Jahren war der frühe Protestantismus nur im Umkreis der Intellektuellen um Margarete von Angoulême (Cénacle de Meaux, „Kreis von Meaux“) toleriert. Allgemein führte der mächtige katholische Klerus sofort starke Verfolgung ein. Die erste Hinrichtung wird auf 1523 datiert. Ab der Plakataffäre 1534 wurde die Glaubensausübung der Protestanten durch Franz I. unterdrückt. Die protestantischen Franzosen wurden in den Untergrund gedrängt, es kam zu einer ersten Fluchtwelle. Trotz Unterdrückungsmaßnahmen konnte die Reformation sich heimlich weiterentwickeln.
Es folgten in der zweiten Hälfte des 16. Jahrhunderts kriegerische Auseinandersetzungen, die als Hugenottenkriege (1562–1598) bekannt sind. Andererseits kam es auch von einigen Vertretern auf protestantischer Seite zu Gewalttätigkeiten und Ausschreitungen. So wurden katholische Kirchen und Klöster von aufgebrachten Anhängern des Calvinismus zerstört oder geplündert, unter anderem 1567 die Kathedrale von Soissons und 1589 das Kloster Cîteaux. Es gab auch Massaker gegen Katholiken wie z. B. die Michelade von Nîmes.
1589 bestieg der Hugenotte Heinrich von Navarra den Thron Frankreichs. Bis zu seiner Abjuration 1593 agierten die Generalstände wegen der Opposition eines Großteils der Adeligen gegen den König. Durch die Bestimmung des Parlement de Paris forderte die loi salique einen römisch-katholischen König. Infolgedessen weigerten sich viele, Heinrich als König anzuerkennen. Der letzte Anhänger der Katholischen Liga, der Herzog von Mercœur, erkannte Heinrich IV. nach einer Bestechung von 4.300.000 livres an.
Nach dem Edikt von Nantes 1598 gab es etwa zwanzig Jahre Frieden. In dieser Zeit konnte Frankreich seine Vormachtstellung in Europa wiedergewinnen und zur Kolonialmacht aufsteigen.
1621 brachen als Folge des sich entwickelten französischen Absolutismus hugenottische Aufstände aus, die mit dem Gnadenedikt von Alès 1629 endeten. Ludwig XIII. entzog die politischen und militärischen Rechte, die als Unabhängigkeit der Hugenotten innerhalb Frankreichs (Etat dans l’État) angesehen wurden, aber die Religionsfreiheit blieb weiterhin garantiert. Auch 1652 bestätigte Ludwig XIV. die Klausel des Edikts von Nantes, die die Religionsfreiheit der reformierten Protestanten in Frankreich garantierte.
1661 begannen starke Verfolgungen, die unter Ludwig XIV. durch das Edikt von Fontainebleau ab 1685 einen Höhepunkt erreichten und eine Fluchtwelle von etwa einer Viertelmillion Hugenotten in die protestantischen Gebiete Europas und Übersee auslösten. Daraufhin wurde fast das ganze Königreich Frankreich von den Hugenotten geräumt. Die einzige Ausnahme bildeten die Cevennen im nordöstlichen Languedoc, die zum Schauplatz des Cevennenkriegs wurden. Die Verfolgung in Frankreich endete 1787 mit dem Edikt von Versailles. Nach dem Ende der Verfolgung und dem Inkrafttreten der französischen Verfassung von 1791 setzte sich immer mehr die Bezeichnung Protestanten durch; der Begriff „Hugenotten“ bezeichnet dagegen in der Regel calvinistische Gläubige zur Zeit ihrer Verfolgung in Frankreich.

## Etymologie
Das Wort Hugenotten geht möglicherweise auf den frühneuhochdeutschen (alemannischen) Begriff Eidgenosse zurück und zeigt damit Verbindungen zu Genf. Es erscheint im Französischen zuerst zu Beginn des 16. Jahrhunderts in der Form eygenot als Bezeichnung für die Anhänger einer politischen Partei im Kanton Genf, die gegen die Annexionsversuche des Herzogs von Savoyen kämpften und darum 1526 einen Bund zwischen Genf und den eidgenössischen Orten Freiburg und Bern schlossen. Diese Eygenots oder Eugenots waren zu Beginn Katholiken, denn Genf wurde erst 1536 reformiert. In der zweiten Hälfte des 16. Jahrhunderts zunehmend und in Abgrenzung zum katholischen Savoyen im Sinne von „Protestant, Reformierter“ verwendet, darunter vom Fürsten von Condé im Jahre 1562 in der Form aignos. Auch der Genfer Freiheitskämpfer Besançon Hugues als Pate bei der Namensgebung wird in Betracht gezogen.
Eine weitere Vermutung sieht den Wortursprung in der Bezeichnung „Huis Genooten“ (Hausgenossen) für flämische Protestanten, die im Geheimen die Bibel studierten. Sicher lässt sich die Herkunft des Wortes nicht herleiten, jedoch gilt als unstrittig, dass der Name nicht als Eigenbezeichnung der Gläubigen, sondern als diskreditierender Spottbegriff entstand.
Vor diesem Hintergrund wird schließlich noch folgende Begriffsableitung angeboten: In manchen Regionen Frankreichs konnten sich die Protestanten im 16. Jahrhundert, aus Gründen der Verfolgung, nur heimlich treffen. Sie zogen daher bei Nacht zu ihren Versammlungspunkten, die vielfach außerhalb der Ortschaften lagen. Hier spielt Dantes Göttliche Komödie, die in Frankreich in dieser Zeit sehr bekannt war, hinein. In ihr trifft Dante den französischen König Hugues (Hugo) Capet im Fegefeuer herumirrend an. In einer Rede bezeichnet der König sich dabei selbst als „die Wurzel des üblen Baums“, der die Christenheit überschattet habe. In Analogie dazu werden die „herumirrenden“ Protestanten als kleine Hugos, als „Hugenotten“ bezeichnet.

## Überblick

Violett gefärbt sind im 16. Jahrhundert hugenottische Gebiete auf der Karte Frankreichs (in den Grenzen von 1685). Hellviolett sind in französischen Religionskriegen umstrittene Gebiete. Gelistet sind places de sûreté protestantes. Blau gefärbt sind zumeist deutschsprachige lutherische Gebiete des Elsaß, die Frankreich 1648 annektierte.

Im Wesentlichen wurden ein westlicher (Poitou) und ein südlicher Teil (Le Midi/Okzitanien) Frankreichs zum Hauptgebiet der Reformation.
Unter den hugenottischen Hochburgen waren die historische Provinzen Aunis (mit Hauptort La Rochelle), Saintonge, Poitou, Limousin, Béarn (darunter Navarra), Foix, Languedoc und Dauphiné (südlichste Teile beider dieser Provinzen blieben römisch-katholisch). Ungefähr gleichgeteilt waren Aquitanien (darunter Labourd, eher hugenottische Gascogne und eher römisch-katholische Guyenne), Angoumois und Auvergne. Nur zu einem kleinen Teil hugenottisch beeinflusst waren Anjou (zumeist Saumurois), Orléanais, La Marche, Bourbonnais, Nivernais, Touraine, Maine und Côtes-d’Armor (ein Teil von Bretagne).
1704 blieb nur ein in den Gebirgen (Cevennen) befindlicher nordöstlicher Teil des Languedoc (vor allem Gard, Vivarais und Ardèche) und ein an diese Gebiete angrenzender Teil der Dauphiné (Drôme) beim reformierten Glauben.
| Jahr | Zahl der Hugenotten in Frankreich |
| ---- | --------------------------------- |
| 1519 | Keine                             |
| 1560 | 1.800.000                         |
| 1572 | 2.000.000                         |
| 1610 | 1.200.000                         |
| 1629 | 1.000.000                         |
| 1661 | 900.000                           |
| 1685 | 800.000                           |
| 1700 | weniger als 200.000               |

Die Verfolgung wird mit dem Edikt von Versailles 1787 aufgehoben.
| Jahr | Zahl der reformierten Protestanten in Frankreich |
| ---- | ------------------------------------------------ |
| 1789 | weniger als 200.000                              |
| 1851 | 481.000                                          |
| 2013 | 250.000                                          |

## Geschichte

### Anfänge der Reformation in Frankreich

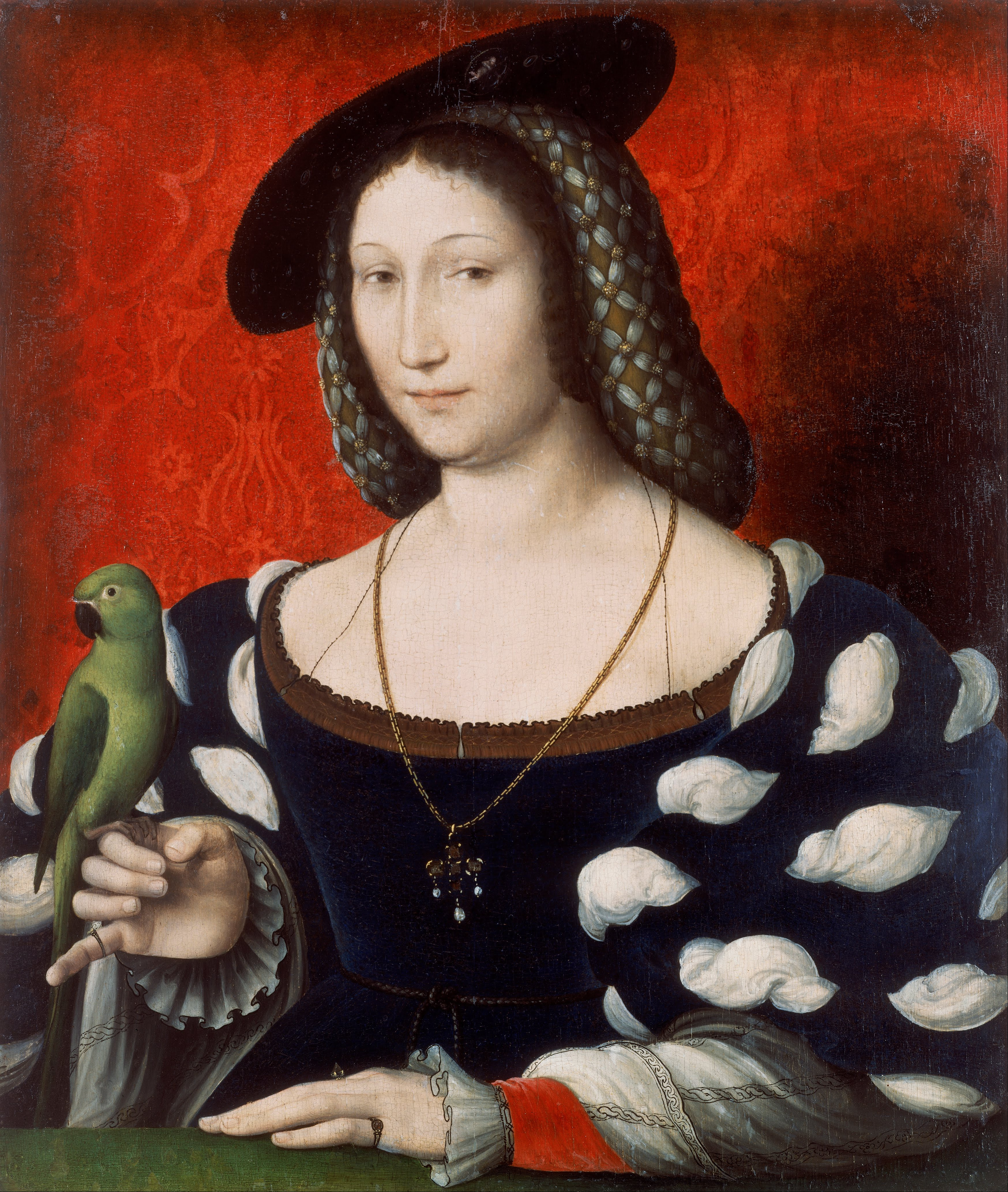
Margarete von Navarra (Schwester von König Franz I.) sympathisierte mit Luther und förderte protestantische Intellektuelle innerhalb Frankreichs

Um die Zeit, als in Deutschland durch die Thesen Luthers die Reformation begonnen hatte (1517), gab es in Frankreich eine Situation, in der das Luthersche Gedankengut auf fruchtbaren Boden fallen konnte:
Franz I., der Frankreich seit 1515 regierte, hatte zu dieser Zeit die katholische Kirche zunehmend zu einem Verwaltungsorgan des Staates aus- und umgebaut: Seit dem Konkordat von Bologna 1516 hatte er das Recht, die hohen Ämter der französischen Kirche nach eigenem Willen zu besetzen. Er nutzte dies geschickt, um den französischen Hochadel in den entsprechenden Positionen unterzubringen und ihn sich auf diese Weise zu verpflichten. Die Infrastruktur der Kirche war für Franz ebenfalls von Bedeutung:

Ihre Präsenz in allen Städten und Dörfern, die hohe Reichweite, die die Pfarrer in ihren Gemeinden erzielen konnten, und die Kirchenbücher, in denen die Pfarreien Taufen, Trauungen und Todesfälle verzeichneten, waren Elemente, die er für verwaltungstechnische Aufgaben, z. B. zur Veröffentlichung von Edikten, nutzen konnte.
In Paris führte diese Verweltlichung zum Widerspruch humanistischer Kreise, insbesondere des Kreises um Erasmus von Rotterdam (Didier Érasme) und Jacques Lefèvre d’Étaples (Jakob Faber). Um 1520 begann man in diesen Zirkeln die Thesen Luthers zu diskutieren, die die Heilige Schrift zum Maßstab des Glaubens machten und die Trennung von Staat und Kirche forderten. Die theologischen Thesen Luthers wurden zunächst auch vom Königshaus eher positiv aufgenommen. So waren die Schwester des Königs, Margarete von Navarra, und der Bischof von Bayonne, Jean du Bellay, sowie dessen Bruder Guillaume, Mitglieder der Gruppe um Lefèvre.
Franz I., ohnehin sehr aufgeklärt und aufgeschlossen, zudem wohl durch seine Schwester beeinflusst, zeigte sich gegenüber den theologischen Aspekten der beginnenden Reformationsbewegung ebenfalls nicht abgeneigt. So hielt er zum Beispiel seine schützende Hand über Lefèvre, als gegen diesen nach einer Abhandlung über Maria Magdalena ein Prozess wegen Ketzerei angestrengt worden war. Eine Reform der Kirche von innen her war, zumindest was die theologischen Deutungen angeht, nichts, was Franz I. hätte fürchten müssen.
Der reformatorische Gedanke durfte also zunächst, in der Zeit etwa um 1520, auch in Frankreich Fuß fassen. Von den Humanisten fand er auch rasch seinen Weg ins gehobene Bürgertum, wo die vorhandenen, weitreichenden Handelsbeziehungen nicht nur Waren schnell verbreiten halfen, sondern auch Ideen.

### Beginnende Verfolgung
Bald setzte eine katholische Gegenbewegung ein. Amtsträger der Kirche sahen ihre Lehren und ihre Macht durch die aufkommende Bewegung gefährdet: 1521 wurde Luther vom Papst exkommuniziert, die Pariser Universität Sorbonne verdammte seine Lehren.
Franz I. geriet dadurch zunehmend unter Druck, und zwar aus zwei Gründen:
- Der erste war innenpolitischer Natur, da die Verwaltung des Staates in der Hand der katholischen Kirche lag: Nach 1520 wurde schnell deutlich, dass die Reformation eben nicht nur eine theologische Angelegenheit war, die sich in den Studierzimmern der Gelehrten breit machte, sondern dass die Thesen die bestehende klerikale (und eng damit verbunden auch die weltliche) Machtstruktur anzugreifen begannen. Franz konnte kein Interesse daran haben, dass die Reformer jetzt am Stuhl derjenigen Adeligen sägten, denen er gerade kirchliche Ämter, Würden und Einnahmequellen verschafft hatte und die eine wesentliche Stütze seiner Herrschaft über Frankreich waren.
- Zum zweiten befand sich Franz I. zu dieser Zeit mit den Habsburgern, genauer gesagt mit dem römisch-deutschen Kaiser Karl V., in einem schweren Konflikt. Frankreich war über die Burgundischen Niederlande, das Heilige Römische Reich und Spanien von den Habsburgern in die Zange genommen; in Norditalien befand es sich im offenen Krieg mit den Habsburgern (→ Habsburgisch-französischer Gegensatz). Hätte Franz der Reformation in Frankreich freien Lauf gelassen, so hätte er auch noch den Papst gegen sich gehabt, und Karl V., der 1521 über Luther die Reichsacht verhängt hatte, wäre – dann vom Papst unterstützt – von einer Invasion Frankreichs nicht mehr abzuhalten gewesen. Auch diese außenpolitische Überlegung veranlasste Franz dazu, sich vom Protestantismus zu distanzieren.

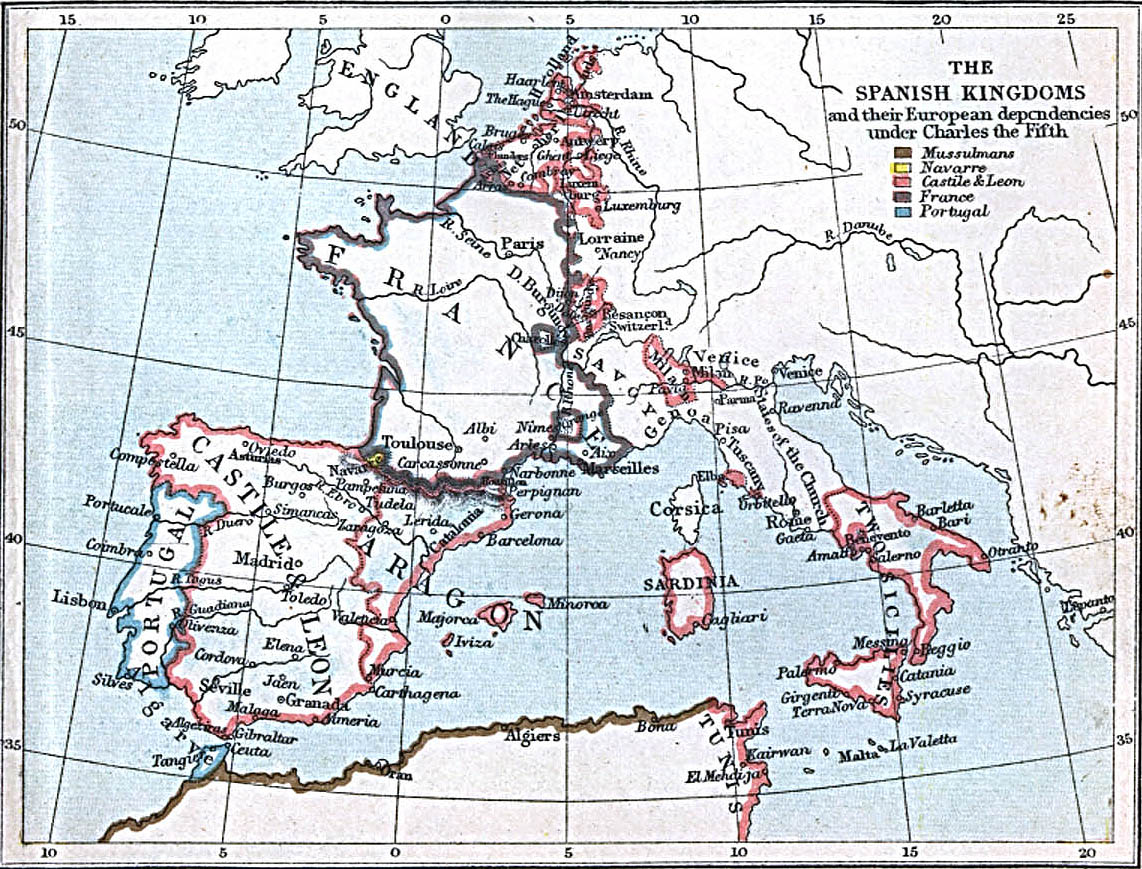
Herrschaftsgebiete – im Westen und Südwesten Europas um 1519–1556 – unter Carlos I. König von Spanien von 1516 bis 1556 und Heinrich II. König von Frankreich von 1547 bis 1559; einschließlich das Königreich Navarra, in gelber Farbe unterlegt

So kam es zunehmend zu Repressalien gegen die Protestanten, die sich zu einer Verfolgung zumindest des öffentlichen Protestantismus ausweiteten: Die erste Hinrichtung eines französischen Protestanten ist für den 8. August 1523 belegt: der Augustinermönch Jean Vallière wurde in Paris am Pfahl verbrannt.

### Untergrundkirche
Der Protestantismus wurde bis etwa 1530 zunehmend in den Untergrund gedrängt, da religiöse Verfolgungen durch die katholische Seite immer mehr zunahmen. Ein Teil der Protestanten floh, unter anderem in die reformierten Orte der Schweiz, wo Ulrich Zwingli gerade dabei war, die katholische Kirche komplett zu entmachten. Ins politische Aus gedrängt, traten die Protestanten aus dem Untergrund jedoch zunehmend provokativer auf. Zu den ersten größeren Auseinandersetzungen zwischen Katholiken und Protestanten kam es 1534 über die Affaire des Placards, bei der in Paris und vier weiteren Städten antikatholische Plakate angeschlagen wurden. Die Messe der Katholiken wurde darin als Götzendienst bezeichnet. Verschiedene Marienstatuen wurden verunstaltet. Nachdem die Verantwortlichen für diese Aktion auf dem Scheiterhaufen verbrannt worden waren, blieb das Verhältnis zwischen beiden Seiten angespannt.
Etwa um 1533 schloss sich Johannes Calvin in Paris dem Protestantismus an. Bis zu dieser Zeit wäre auch er eher als katholischer Humanist denn als Reformierter zu bezeichnen. Nach einer protestantisch gefärbten Rede von Nicolas Cop, dem Rektor der Universität Paris, die höchstwahrscheinlich unter Beteiligung Calvins entstand, mussten beide aus Paris fliehen.
Als sich die lutherische Bewegung angeblich in der Provence und in der Dauphiné ausbreiten sollte, unterdrückte Franz I. die (seit dem Hochmittelalter dort existierenden) Waldenser. Als Hauptereignis gilt das Massaker von Mérindol 1545.
Doch trotz der Unterdrückung erhielt die Bewegung noch immer Zulauf. 1546 bildete sich in Meaux die erste protestantische Gemeinde in Frankreich. Im Jahr 1559 fand in Paris die erste Nationalsynode der reformierten Christen Frankreichs statt. Fünfzehn Gemeinden schickten ihre Abgesandten. Man verabschiedete eine Kirchenordnung und ein Glaubensbekenntnis. Die Kirchenordnung, die Calvin 1541 aufgrund seines Verständnisses des Neuen Testaments und der Genfer Verfassung geschaffen hatte, wurde übernommen. Sie sah neben den Ämtern der Pastoren (pasteurs), der Doktoren (docteurs) und Diakonen (diacres) das der Ältesten (anciens; Presbyter) vor, die zugleich gewählte Mitglieder des Rates der Stadt Genf waren. Als verfolgte Minderheitskirche konnten sich die französischen Reformierten auf keine weltlichen Instanzen stützen (sie praktizierten wie die Täufer von Anfang an die Trennung von Kirche und Staat). Deshalb wählten die erwachsenen männlichen Gemeindeglieder die (Kirchen-)Ältesten, ehrenamtliche Laien, aus ihren eigenen Reihen. Diesem Presbyterialsystem fügten die französischen evangelischen Christen Synoden auf regionaler und nationaler Ebene hinzu, deren Mitglieder ebenfalls von den Gemeindegliedern gewählt wurden. Dies verschaffte den Laien einen sehr starken Einfluss auf die Leitung der Kirche auf sämtlichen Ebenen. Diese demokratische Kirchenordnung, die von vielen weiteren reformierten Kirchen (z. B. am Niederrhein, in den Niederlanden und in Schottland) übernommen wurde, war eine der wichtigsten Konsequenzen aus Luthers Lehre vom „allgemeinen Priestertum aller Gläubigen“, die protestantisches Allgemeingut wurde. Auf der nächsten französischen Nationalsynode, die zwei Jahre später stattfand, waren bereits um die 2.000 Gemeinden vertreten. Zu Beginn der 1560er Jahre hatten die reformierten Untergrundkirchen etwa zwei Millionen Anhänger, was ungefähr zehn Prozent der französischen Gesamtbevölkerung entsprach.
Diese reformierten Gemeinden waren jedoch nicht mehr lutherisch geprägt: Die Verfolgung hatte enge Bande der französischen Reformierten zu dem in Genf lebenden Calvin entstehen lassen. Zwischen 1535 und 1560 durchdrang zunehmend der Calvinismus das französische Protestantentum, und der Calvinismus war es auch, der den Dissidenten Zulauf verschaffte. Jetzt kam ferner der Name „Hugenotten“ auf.
1562 wurde der Genfer Psalter verfasst, dessen Liedtexte für viele Hugenotten zur Ermutigung und zum Trost in schweren Lebenslagen wurde. Ab 1564 waren die Reformierten nicht mehr an den Universitäten zugelassen. So blieben ihnen nur noch die eigenen Akademien und Seminare in Montauban, Montpellier, Nîmes, Orange, Orthez, Saumur und Sedan übrig.

### Hugenottenkriege

Gaspard Bouttats: Bartholomäusnacht, Kupferstich

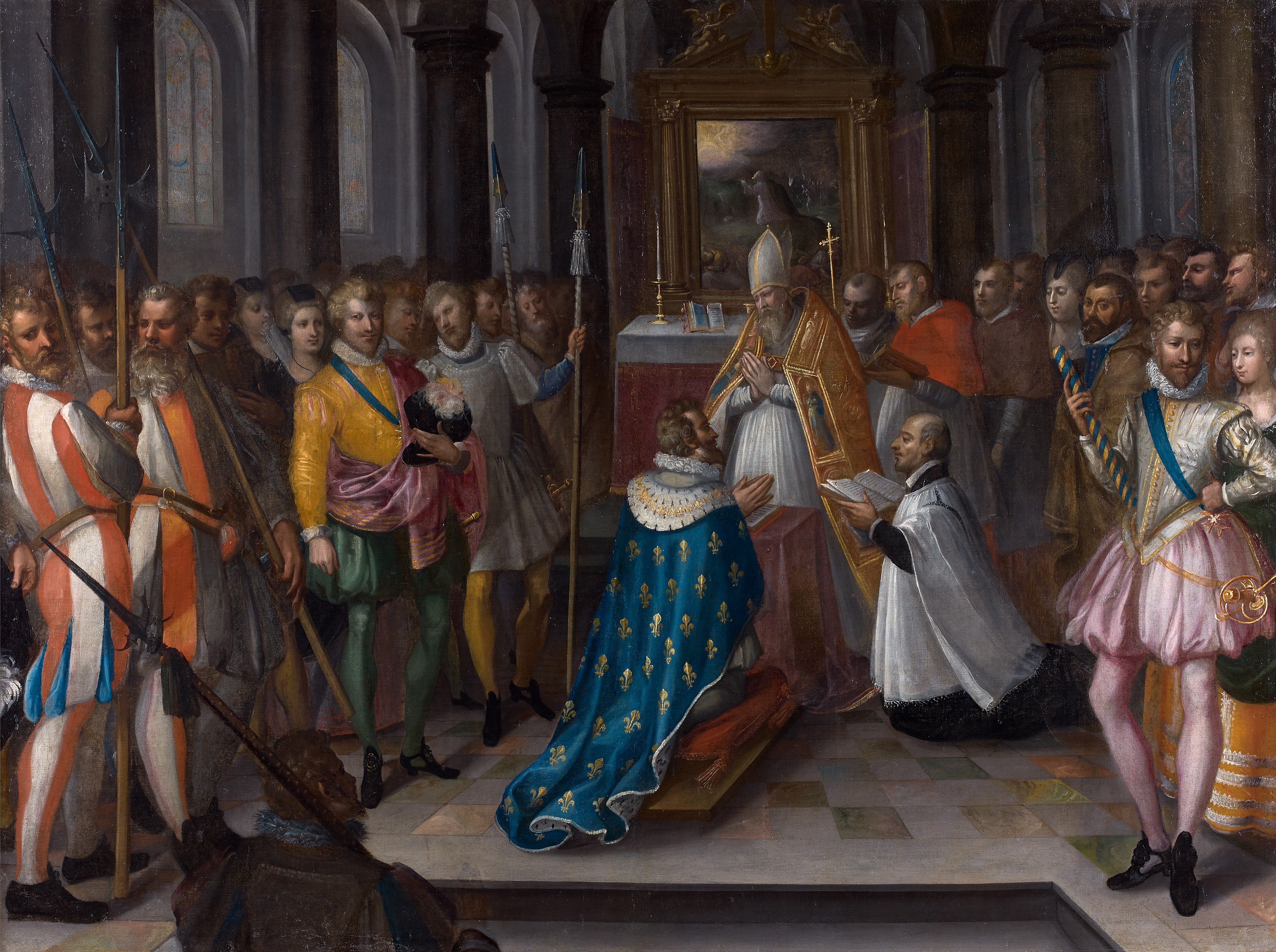
Abjuration vom Heinrich IV., König von Frankreich und Navarra, am 25. Juli 1593 in der Kathedrale von Saint-Denis

1547 starb Franz I., und sein Sohn Heinrich II. bestieg den Thron Frankreichs. Er setzte die Repression gegenüber den Hugenotten unvermindert fort. Etwa um diese Zeit begann das Habsburgerreich in eine Vielzahl von Kleinstaaten zu zerfallen: Kaiser Karl V. bekam die Reformation nicht mehr unter Kontrolle, und der Kompromiss des „Cuius regio, eius religio“ (wessen Gebiet, dessen Religion) tat ein Übriges zur Spaltung des Kaiserreiches.
Heinrich II. wollte ähnliche Zustände wie in Deutschland in jedem Fall verhindern. Zunehmend hatten sich jetzt auch Adelige den Hugenotten angeschlossen, und eine Übereinkunft nach dem Augsburger Prinzip für Frankreich hätte die unter Franz I. erfolgreich verlaufende Zentralisierung Frankreichs schwer beschädigt. Damit begann endgültig die politische Diskriminierung des Protestantismus in Frankreich.
Eine neue Einrichtung und drei Edikte reichten, um die Hugenotten mehr und mehr zu unterdrücken:
- Grundlage war die Einrichtung der Chambre ardente in Paris, einer Kammer, die die hugenottischen Parlamentsabgeordneten verfolgte (siehe Inquisition). Diese Kammer richtete Heinrich bereits im ersten Jahr seiner Herrschaft ein. Im Juni 1551 wurde dieses Prinzip im Edikt von Châteaubriant auch auf die Provinzparlamente ausgedehnt.
- Das Edikt von Compiègne folgte am 24. Juli 1557[10]: „die Ordnung in irgendeiner Weise störende“ Protestanten wurden der weltlichen Gerichtsbarkeit unterstellt; die Verurteilung wegen Häresie ließ Heinrich noch in den Händen der Kirche.
- Den Schlusspunkt setzte Heinrich dann am 2. Juni 1559 im Edikt von Écouen: Von nun an durften die Gerichte für Häresie nur noch die Todesstrafe verhängen. Kurz nach dem Edikt starb Heinrich.

Unter Heinrichs Sohn Franz II. hielt die begonnene Vertreibung an. 1562 überfielen katholische Soldaten bei Vassy Protestanten während eines Gottesdienstes. 1567 ermordete eine protestantische Menschenmenge 24 katholische Geistliche in der sogenannten Michelade von Nîmes. Die Bartholomäusnacht 23./24. August 1572 in Paris löste erneut zahlreiche Flüchtlingsströme aus. Wichtige protestantische Persönlichkeiten wurden ermordet. Die Zahl der Todesopfer betrug in Paris etwa 3.000 und auf dem Lande zwischen 10.000 und 30.000. Das Morden an Kindern, Frauen, Alten und Jungen ging aber noch zwei lange Monate weiter.
1589 wurde Heinrich IV. der erste Bourbon und der einzige calvinistische König von Frankreich. Um die Religionskriege zu beenden und die Anerkennung der französischen Katholiken zu gewinnen, konvertierte er 1593 zum Katholizismus. Dabei soll er gesagt haben: „Paris ist einer Messe wert“.
Schließlich erreichte Heinrich IV. 1598 mit dem Edikt von Nantes eine zeitweilige Beruhigung der Lage, die fast 23 Jahre dauerte. In dieser Zeit konnte Frankreich seine Vormachtstellung in Europa zurückgewinnen und auch als Kolonialmacht aufsteigen. Es wurde ein Ministerium für die sogenannte reformierte Religion errichtet. Der Staatssekretär der sogenannten reformierten Religion (Secrétaire d’État aux ceux de la religion prétendue réformée) war der Hauptpost des Ministeriums, das 1598 bis 1749 existierte. 1749 wurde dieses Ministerium mit dem Ministerium des königliches Hauses (Département de la Maison du Roi) vereinigt. Der erste Staatssekretär war Pierre Forget de Fresnes, der Hauptverfasser des Ediktes von Nantes. Die übrigen Staatssekretären, ab 1610, waren immer Mitglieder der Familie Phélypeaux.

### Lage der Hugenotten in den französischen Kolonien

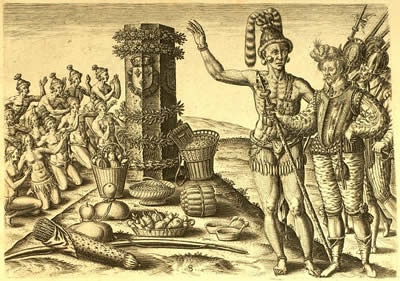
Athore, Sohn von Saturiwa, zeigt Laudonnière ein von Ribault errichtetes Denkmal mit Wappen des Königreichs (Französisch-Florida, 1562)

1562 bis 1564 versuchten die Hugenotten, eine Kolonie (Französisch-Florida) in den heutigen Vereinigten Staaten (siehe auch Fort Caroline) zu gründen. Diese bestand lediglich ein Jahr, bevor sie von den Spaniern ausgelöscht wurde. 1555 bis 1567 versuchten die Hugenotten, auch eine Kolonie im heutigen Brasilien zu gründen (France Antarctique). 1567 wurde das dortige Fort Coligny erobert und damit die Kolonie durch die Portugiesen ausgelöscht. Beide Versuche waren keine selbstständigen Projekte, sondern beabsichtigten die Errichtung formaler Kolonien, die dem Königreich Frankreich angehören sollten (auch wenn die Ansiedler diese neuen Kolonien als überseeische Zufluchtsorte für verfolgte französische Reformierte verstanden hatten).
Anfangs wurden die Hugenotten in Neufrankreich (erst besiedelt ca. 1600) zusammen mit Katholiken angesiedelt. Viele siedelten in Akadien (vor allem in den Dörfern Beaubassin und Grand-Pré). 1627 übergab Richelieu die direkte Kontrolle über Neufrankreich der Compagnie de la Nouvelle-France. Laut einer Urkunde der Compagnie konnte Neufrankreich „nur römisch-katholisch sein“. Aufgrund dieser Bestimmung reisten viele hugenottische Ansiedler in die englischen Dreizehn Kolonien und nach Neuniederland aus.
Gemäß dem Historiker Pierre Miquel wurden tausende Hugenotten in die Strafkolonien Französische Antillen (Guadeloupe, St. Lucia, St. Kitts, Martinique) in die Karibik und nach Französisch-Guayana (Hauptort Cayenne) in Südamerika deportiert. Die meisten konnten aufs Festland fliehen. Rodrigues im Indischen Ozean war zunächst durch eine Expedition des hugenottischen Abenteurers François Leguat kolonisiert worden. Die meisten Ansiedler waren ebenfalls römisch-katholisch.

### Aufstände der Hugenotten unter Ludwig XIII.

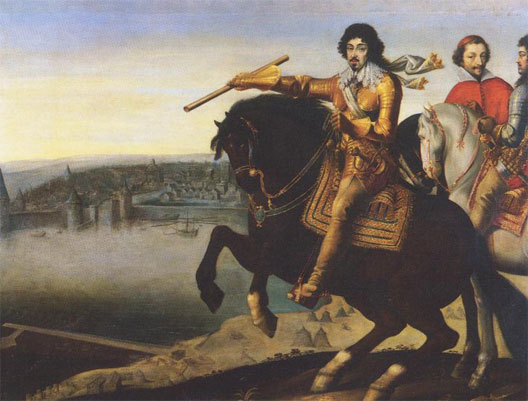
Ludwig XIII. und Kardinal de Richelieu vor La Rochelle, 1628

Von 1610 bis 1617 lag die Macht im Königreich Frankreich faktisch bei Maria de’ Medici und ihren italienischen Favoriten. Unter der Regentin Maria blieb das Edikt von Nantes in Kraft und wurde durch sie sogar direkt gefördert. Dies änderte sich nicht, auch wenn die Hofitaliener, die einen großen Einfluss auf Maria übten, das Edikt abschaffen wollten. Darunter waren die Hofdame Leonora Galigaï und der Abenteurer Concino Concini.
Als Ludwig XIII. die Macht übernahm, brachen Aufstände der Hugenotten aus. Sein erster Minister Charles d’Albert, duc de Luynes wollte gegen diese anfangs nicht militärisch eingreifen, änderte dann aber seine Meinung (angeblich weil der König darauf bestand) und ging zusammen mit jenem gegen die Hugenotten vor.
In den Jahren 1621 bis 1629 ging Ludwig XIII. gegen die militärische Macht der Protestanten vor und eroberte von ihnen unter anderem im Jahr 1628 die Stadt La Rochelle. Im Gnadenedikt von Alès vom 28. Juni 1629 wurden die Hugenotten als politischer Machtfaktor endgültig ausgeschaltet, obwohl deren religiöse Freiheit weiterhin durch den König gewährleistet blieb. Die tatsächliche Macht lag in dieser Zeit bei Kardinal Richelieu. Dessen Hauptmotivation bei seinem Vorgehen gegen die Hugenotten in den Jahren 1624 bis 1628 war die Stärkung des französischen Absolutismus und nicht religiöse Gründe. Auf europäischer Ebene mischte sich das Königreich Frankreich in den Dreißigjährigen Krieg ein. Richelieu leitete ein Bündnis mit Schweden und anderen protestantischen Staaten im Heiligen Römischen Reich gegen den Kaiser, dessen Habsburgermonarchie und katholische Verbündete. Ab 1635 erklärte Richelieu dem Kaiser direkt den Krieg. Um das Bündnis mit Schweden erhalten zu können, musste Richelieu die Lage der Hugenotten aufrechterhalten und die freie Glaubensausübung der Protestanten garantieren. Als Frankreich nun militärisch die protestantische Seite des Dreißigjährigen Kriegs leitete, wandte sich Richelieu von jeder Art der Verfolgungsmaßnahmen gegen die Hugenotten ab.

### Zeitweiliger Stillstand

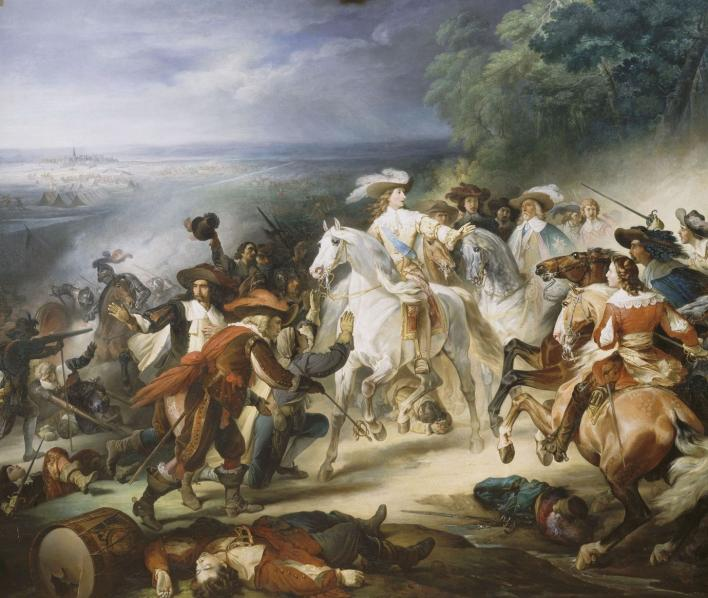
Le Grand Condé in der Schlacht bei Rocroi gegen die Spanier

Zwischen 1643 und 1661 lag die tatsächliche Macht im Königreich Frankreich in den Händen Annas von Österreich und Kardinal Mazarins. Die Innenpolitik gegenüber den Hugenotten blieb so, wie sie Richelieu ausgeübt hatte. Anna und Mazarin setzten den Französisch-Spanischen Krieg fort und mussten zudem gegen die Frondes tätig werden. Dies waren Probleme genug, um auch noch gegen die schon 1629 entmachteten Hugenotten vorzugehen.

### Dragonaden unter Ludwig XIV.

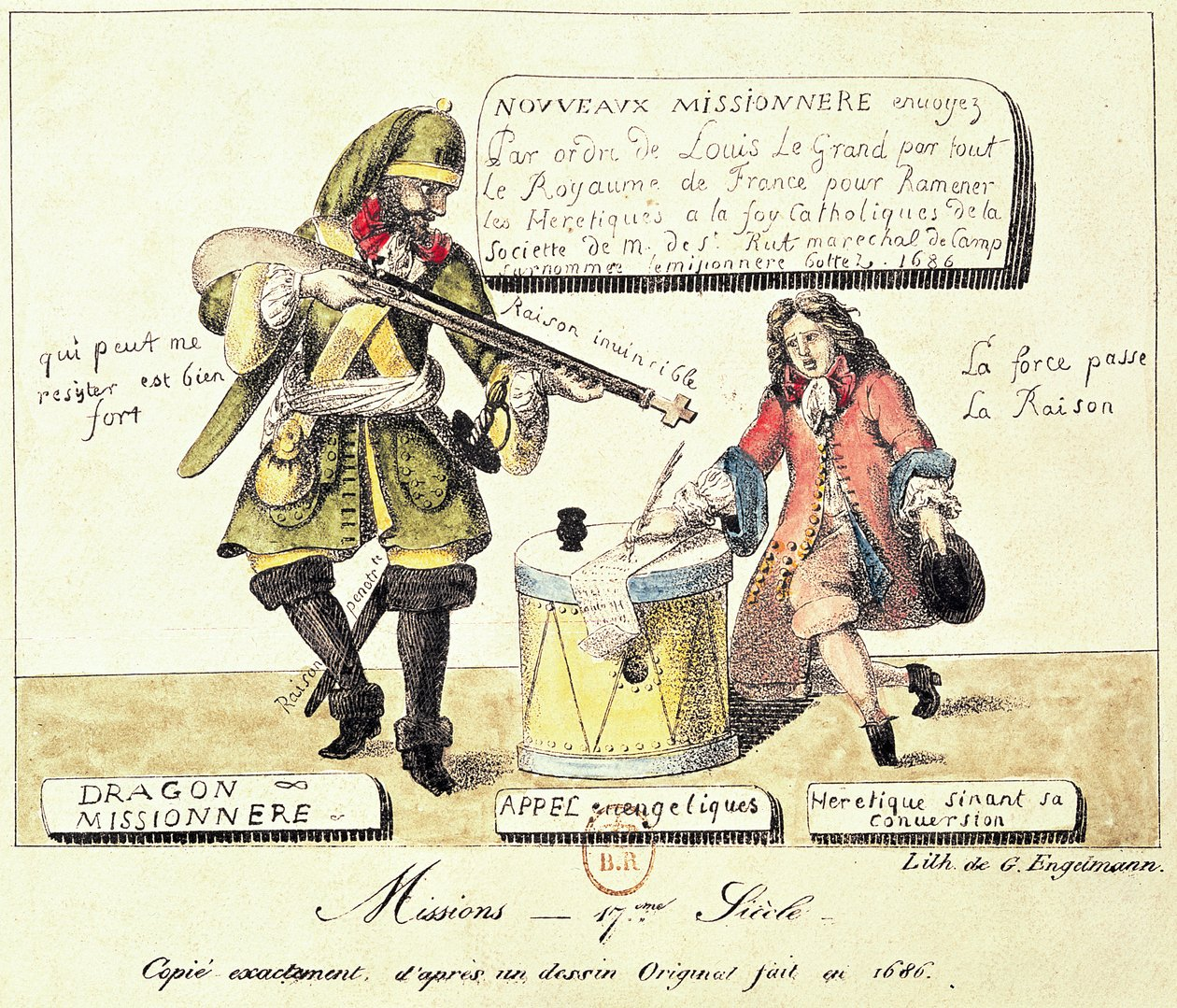
Les dragonnades unter Ludwig XIV. (Internationales Museum der Reformation, Genf)

Ab 1661 leitete der „Sonnenkönig“ Ludwig XIV. eine groß angelegte, mit Bekehrungs- und Missionierungsaktionen verbundene systematische Verfolgung der Protestanten ein, die er aufgrund der einsetzenden Flüchtlingswellen 1669 mit einem Emigrationsverbot verband und die seit 1681 in den berüchtigten Dragonaden (Einquartierung von Soldaten in den Wohnungen der Hugenotten) einen Höhepunkt fanden. Die vielen staatlichen Einschränkungen und Schikanen in den Jahren 1656 bis 1679 trieben trotz Verbot etwa 680 Prediger in die Flucht und 590 Kirchen wurden zerstört. Trotz Ausreiseverbots verließen im Laufe von etwa fünfzig Jahren ungefähr 200.000 Hugenotten ihre Heimat. Sie sahen sich ähnlich wie die Kinder Israels, die aus Ägypten ausziehen mussten. Mit ihnen verlor Frankreich an kultureller und wirtschaftlicher Vielfalt und Stärke.

### Edikt von Fontainebleau

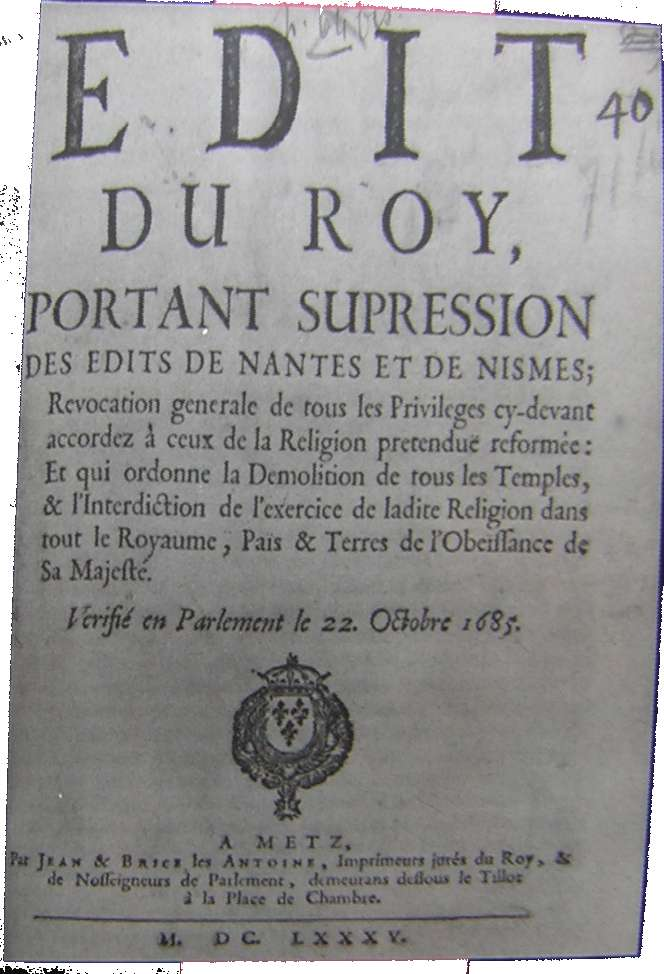
Bekanntmachung des Ediktes von Fontainebleau

Im Edikt von Fontainebleau 1685 widerrief Ludwig XIV. das Edikt von Nantes. Das Edikt soll angeblich auf Rat seiner Favoritin und Geheimfrau Françoise d’Aubigné, marquise de Maintenon verfasst worden sein. Das Edikt, ebenso auch die Dragonaden, konnten unter einem der begabtesten Minister Ludwigs XIV. – Erster Minister und Kriegsminister François Michel Le Tellier de Louvois – erfolgreich verwirklicht werden. Außenminister Charles Colbert, marquis de Croissy war verantwortlich für die Darstellung der Folgen des Edikts in der Weltöffentlichkeit. Die internationale Situation begünstigte die Widerrufung ebenfalls. Der Kanzler von Frankreich Louis Boucherat, comte de Compans verantwortete die rechtliche Einführung des Ediktes.
Der Staatssekretär der sogenannten reformierten Religion (Secrétaire d'État de la Religion Prétendue Réformée) war derzeit Balthazar Phélypeaux, Marquis de Châteauneuf et de Tanlay. Er zeichnete das Edikt gegen. Außerdem gab es wichtige Persönlichkeiten wie Charles Colbert, marquis de Croissy und Sébastien Le Prestre de Vauban, die die Revokation als einen Fehler des Königs ansahen.
Die Ausübung des protestantisch-reformierten Glaubens stand seither unter Strafe. Daraufhin begaben sich 600.000 nicht geflohene Hugenotten in eine Untergrundkirche. Da die Angehörigen der protestantischen Oberschicht, darunter die meisten Geistlichen, ins Ausland flohen, wurde die Kirche durch Laienpastoren geleitet, die sich durch eine göttliche Eingebung berufen fühlten. Deshalb kamen prophetische und ekstatische Formen der Religiosität auf. Sie wurden in der Bewegung der Inspirierten in ganz Europa wirksam.
Das Edikt galt nicht in den von Ludwig XIV. neuerworbenen Territorien Frankreichs. Der König erließ Edikte, die sogar den lang verfolgten Mennoniten Sonderrechte in Elsaß garantierten.
| Schicksal                                      | Zahl                |
| ---------------------------------------------- | ------------------- |
| Verblieben, zum Katholizismus übertreten       | mehr als 400.000    |
| Verblieben, nicht zum Katholizismus übertreten | weniger als 200.000 |
| Ins Ausland geflüchtet                         | etwa 200.000        |
| Gesamtzahl der Betroffenen                     | etwa 800.000        |

### Auswanderung nach 1685
Nach der Unterzeichnung des Edikts von Fontainebleau 1685 verließen etwa 200.000 von insgesamt 800.000 Hugenotten das Königreich Frankreich.
Bei den Herrschern der Nachbarländer fanden die besitzlos gewordenen Hugenotten, die zur leistungsfähigsten Schicht der Gesellschaft zählten, bereitwillige Aufnahme. Ihnen wurden Privilegien und Kredite gewährt, was in der übrigen Bevölkerung wiederum Unverständnis, Neid und Anfeindungen auslöste. Außerdem stießen sie als Reformierte auf Lutheraner, so dass sie wiederum eine religiöse Minderheit verkörperten.
Zu den Ländern, die für etwa 200.000 Hugenotten eine neue Heimat wurden, zählten die Schweiz, die Niederlande, England, Irland, Nordamerika und einige Territorien des Heiligen Römischen Reichs. Auch in den skandinavischen Ländern wie im dänischen Kopenhagen und Fredericia, im schwedischen Stockholm, in Russland und Südafrika siedelten sich Hugenotten an.

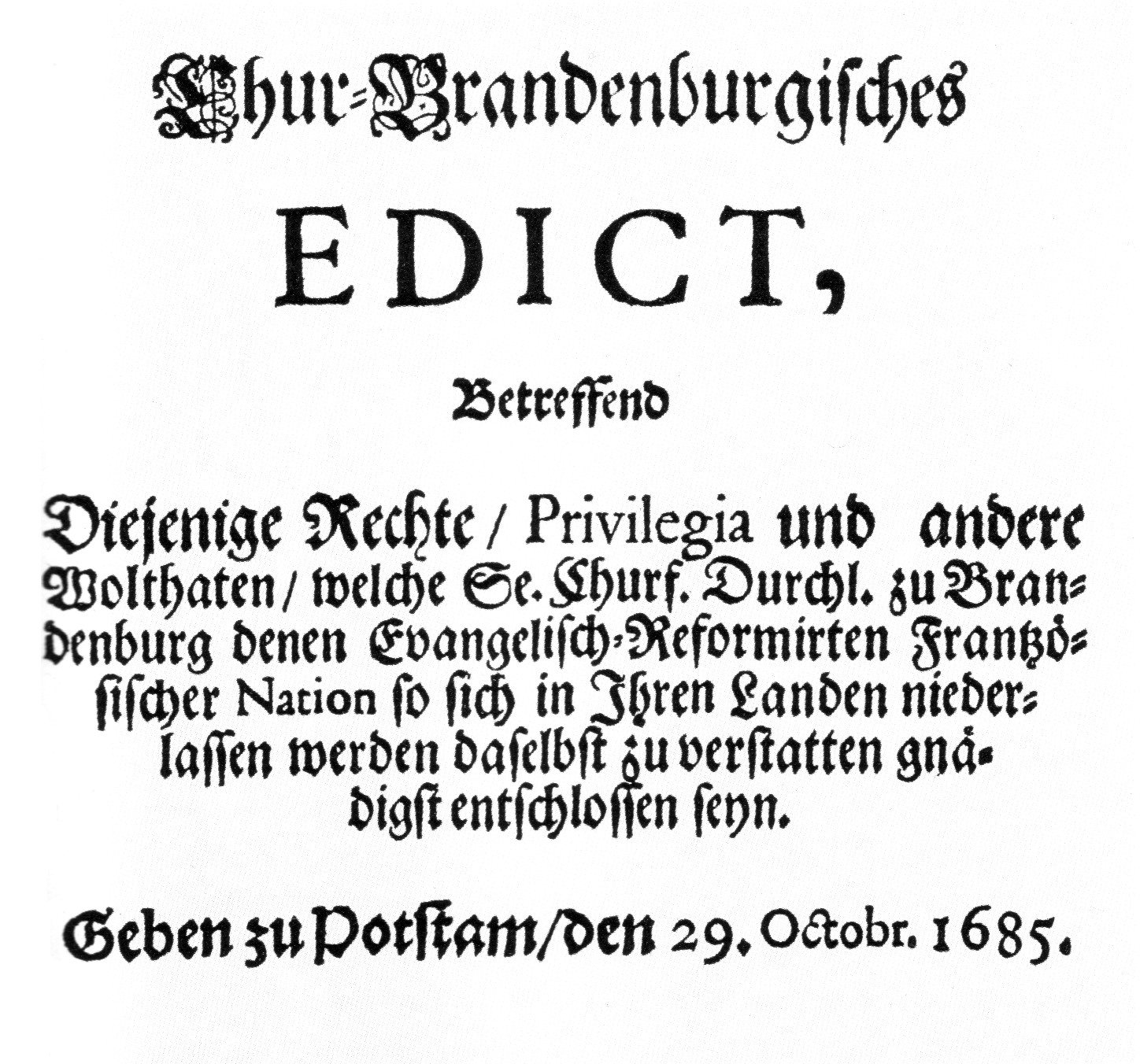
Privilegien der Hugenotten Potsdam

Ein Großteil der Auswanderer (ca. 50.000) emigrierte auf die Britischen Inseln. Bereits 1550 war in Soho (London) per Royal Charter eine französische protestantische Kirche gegründet worden. Hugenottische Zentren in England waren u. a. London, einige Orte in den Grafschaften Kent und Bedfordshire sowie Norwich. Im Zuge der Plantation (Ansiedlung protestantischer Siedler) gelangten auch einige Hugenotten nach Ulster (Irland). Sie leisteten dort einen großen Beitrag zur Etablierung der Leinenindustrie in der Region um Lisburn, welche neben dem Schiffsbau lange Zeit die bedeutendste Industrie in Ulster war. Auch heute findet sich noch ein hugenottisches Stadtviertel in Cork City. In Dublin gibt es einen hugenottischen Friedhof (nahe dem St. Stephen’s Green).
Die Hugenotten sorgten in den Ländern, in die sie immigrierten, oft für eine Blüte der Wirtschaft und besonders der Landwirtschaft. Sie öffneten das Kultur- und Geistesleben. Sie entwickelten maßgeblich die Textil- und Seidenmanufakturen, das Stumpfwirken und -gewerbe (Seidenraupenzucht), führten in Deutschland den Tabakanbau ein (schwerpunktmäßig in der Uckermark mit dem Zentrum Schwedt/Oder) und waren in Schmuckanfertigung und -handel tätig.
| Fluchtziel                           | Zahl                                      |
| ------------------------------------ | ----------------------------------------- |
| Republik der Vereinigten Niederlande | 50.000                                    |
| Deutschland                          | 50.000 (davon 20.000 Brandenburg-Preußen) |
| England                              | 45.000                                    |
| Alte Eidgenossenschaft               | 20.000                                    |
| Schweden                             | 20.000                                    |
| andere Fluchtziele                   | 10.000 (vor allem Dänemark-Norwegen)      |
| Dreizehn Kolonien                    | 04.800                                    |
| Französisch Kanada                   | 00.800                                    |
| niederländische Kapkolonie           | 00.200                                    |
| Gesamtzahl der Betroffenen           | etwa 200.000                              |

### Kamisardenkrieg zu Beginn des 18. Jahrhunderts

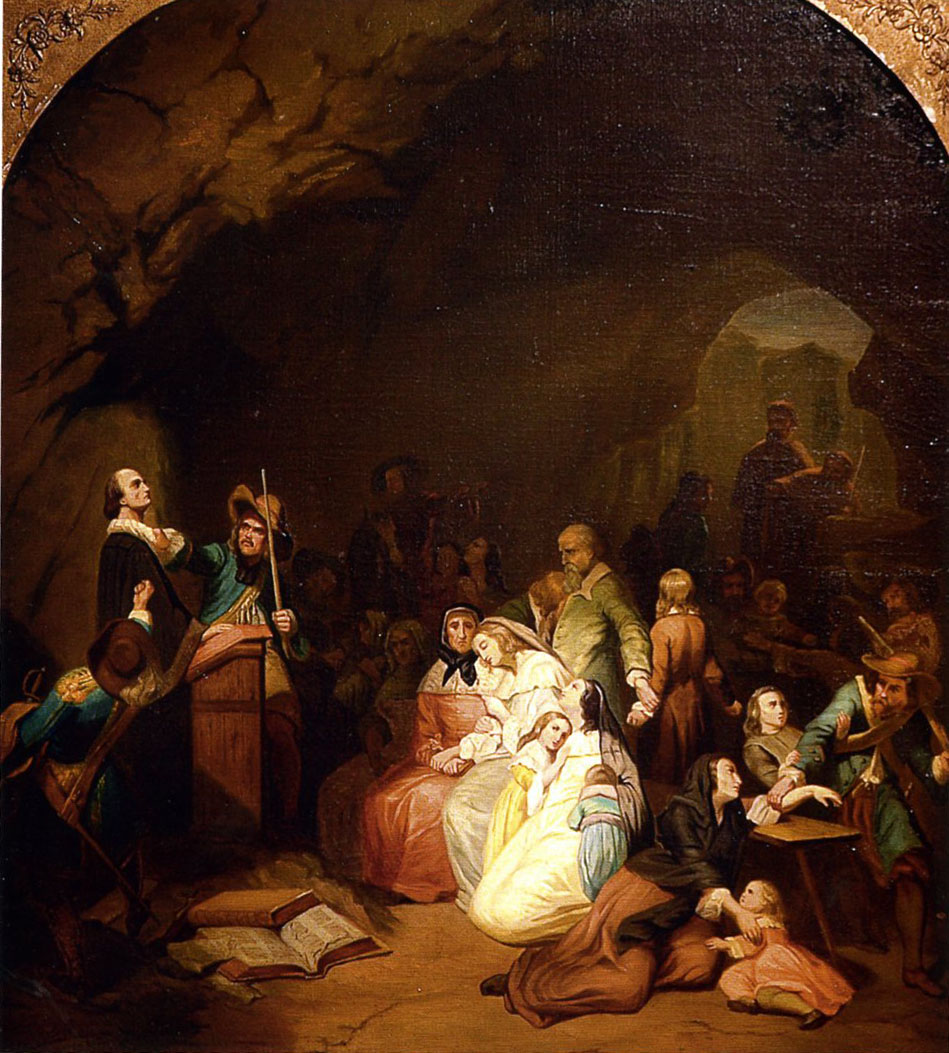
Assemblée de Protestants surprise par des troupes catholiques (Karl Girardet) im cevennischen Musée du Désert

Angesichts der Revokation leistete ein Teil der Hugenotten in den Cevennen Widerstand (Camisarden). Jean Cavalier, Pierre Roland Laporte und Abraham Mazel waren die Anführer der 3.000 sogenannten Camisarden. Dort kam es in den Jahren 1703 bis 1706 zum Bürgerkrieg mit etwa 30.000 Toten, worauf Ludwig XIV. mit seinen 25.000 Soldaten 466 Dörfer dem Erdboden gleichmachen ließ. Das Singen von Psalmen und das Bibellesen wurde mit hohen Strafen belegt. Viele Menschen traten zwangsweise zum Katholizismus über, auch um den gefürchteten Dragonaden zu entgehen. Aber der Protestantismus ließ sich nicht ausrotten, weil die verfolgten und bestraften Protestanten als Märtyrer verehrt wurden. 1715 wurde unter Führung von Antoine Court die „Kirche der Wüste“ gegründet, die der Gewalt abgesagt hatte. Meistens verdeckt und versteckt als Kryptoprotestanten überlebten im Süden Frankreichs um die 400.000 Protestanten. Davon blieben weniger als 200.000 öffentliche Protestanten. Diese waren zumeist Kamisarden in den Cevennen. Es gibt noch heute Protestanten in den Cevennen.

### Toleranz und Gleichberechtigung in Frankreich
Erst 1787 wurde durch das Edikt von Versailles unter Ludwig XVI. eine neue, offene Möglichkeit für protestantisches Leben in Frankreich geschaffen. Ab 1790 wurden vereinzelt Güter an wiedereingebürgerte Protestanten zurückgegeben, was noch bis 1927 andauern sollte. Es kamen jedoch nicht allzu viele Hugenotten nach Frankreich zurück, weil sie sich oft in den jeweiligen Ländern wirtschaftlich und gesellschaftlich integriert und assimiliert hatten. 1792 konnte eine erste neue evangelische Kirche in Nîmes errichtet werden, 1804 erfolgte dann die rechtliche Gleichberechtigung der Protestanten. Aber es dauerte noch Jahrzehnte, bis das neue Recht im ganzen Land umgesetzt wurde. 1852 wurde eine Gesellschaft der Geschichte des französischen Protestantismus, die Société de l'Histoire du Protestantisme Français SHPF gegründet. 1872 konnte die erste reformierte Nationalsynode seit 1659 stattfinden. Der Anteil der Protestanten in Frankreich blieb jedoch klein, die Zählungen ergeben einen Bevölkerungsanteil von 1,4 (Mitglieder) bis 3,6 % (Sympathisanten).

### Hugenotten im Ausland

#### Hugenotten in Amerika
Hugenotten, die in La Rochelle und anderorts im Westen Frankreichs lebten, wählten auch Amerika als Fluchtziel. Von 1670 bis 1720 überquerten etwa 4.800 Glaubensflüchtlinge den Atlantik und erreichten die Städte Boston, New Rochelle, New York und Charleston an der Ostküste der englischen Kolonie Amerikas. Ungefähr 800 Protestanten versuchten ihr Glück in Kanada, der nördlichen französischen Kolonie. Bereits 1654 gründete der evangelische Pfarrer Pierre Daillé, der zuerst Theologieprofessor im französischen Saumur war, die erste reformierte Kirche in New York.

#### Hugenotten in Deutschland

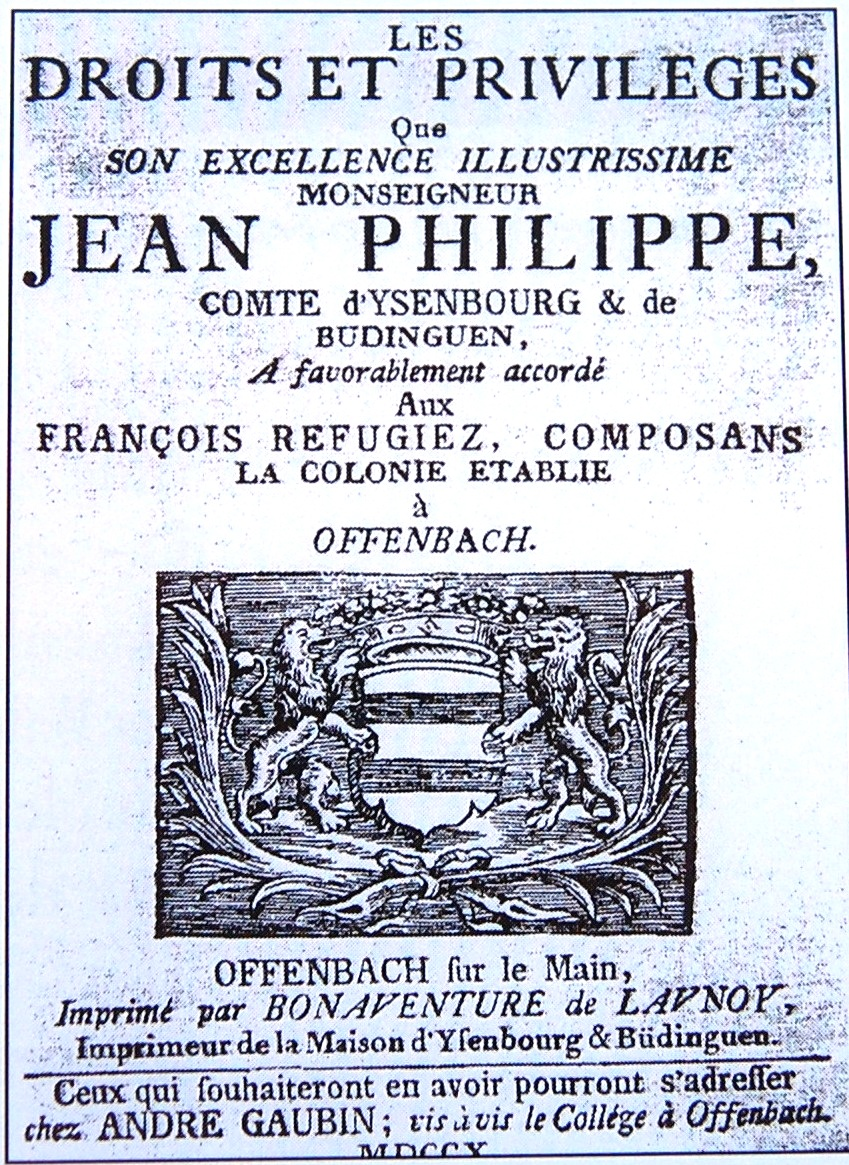
Privilegien der Hugenotten in Offenbach am Main, 1705

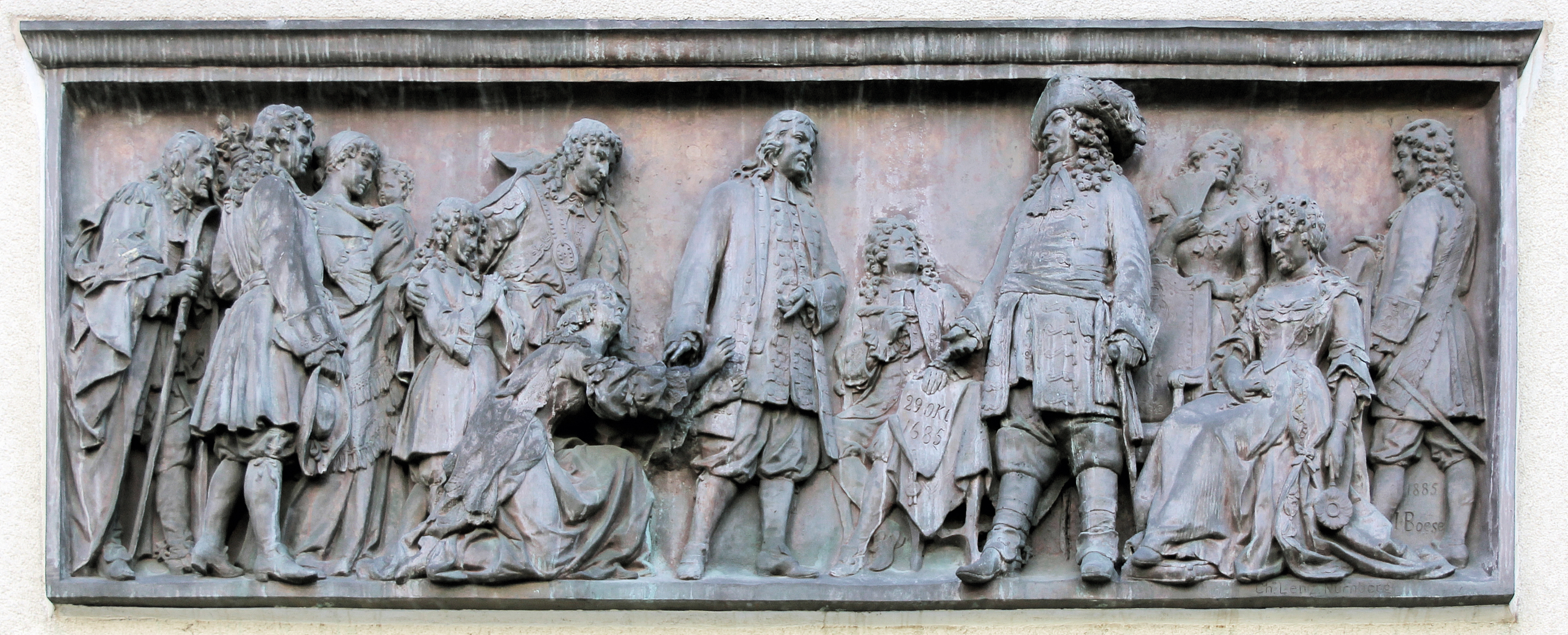
Relief von Johannes Boese, 1885: Der große Kurfürst begrüßt die Hugenotten, Berlin

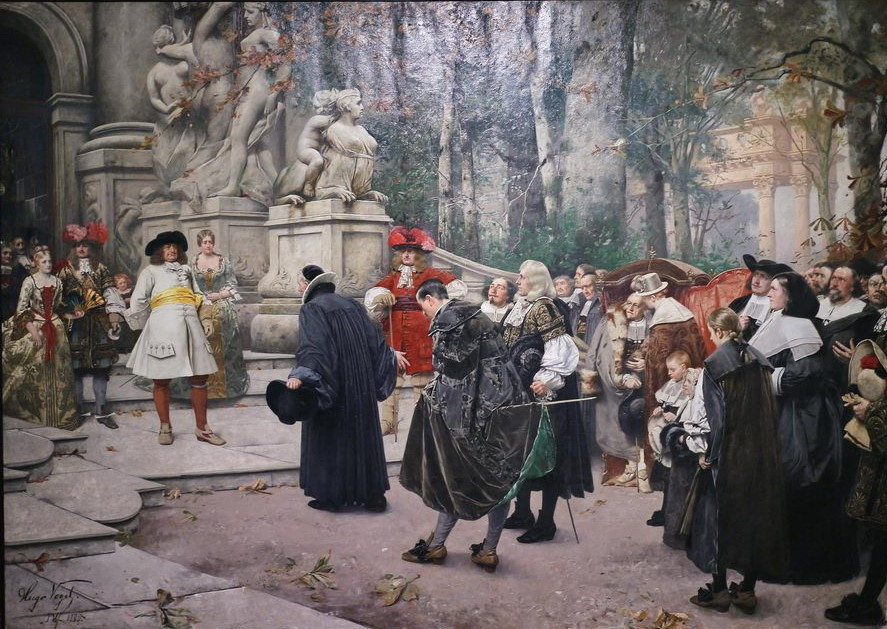
Empfang der Hugenotten durch den Großen Kurfürsten im Potsdamer Schloss, Gemälde von Hugo Vogel, 1885

Im Jahre 1597 ließen sich Hugenotten in Hanau nieder und bauten die Hanauer Neustadt, 1604 gründeten Hugenotten mit Erlaubnis des Grafen Ludwig II. von Nassau-Saarbrücken das Dorf Ludweiler.
1670 bis 1720, insbesondere um das Jahr 1685, flohen 40.000 bis 50.000 Hugenotten nach Deutschland und bildeten dort ungefähr 200 reformierte Kirchgemeinden. Etwa 20.000 Personen davon gingen nach Brandenburg-Preußen, wo der reformierte Kurfürst Friedrich Wilhelm ihnen mit dem Edikt von Potsdam besondere Privilegien gewährte. Gleich zwei Regimenter wurden durch Hugenotten gebildet: Regiment zu Fuß Varenne (1686) und Regiment zu Fuß von Wylich (1688). Der brandenburgische Gesandte in Paris, Ezechiel Spanheim, half vielen Emigranten bei der Ausreise.
Nahezu 10.000 Hugenotten siedelten nach Baden (Friedrichstal, Neureut), Franken (in das Fürstentum Bayreuth, insbesondere nach Erlangen mit ca. 1.500 Flüchtlingen, und das Fürstentum Ansbach mit 3.200 Flüchtlingen), in die Landgrafschaft Hessen-Kassel (7.500 Personen), in die Grafschaft Nassau-Dillenburg und nach Württemberg (2.500 Personen) über. Weitere 3.400 Glaubensflüchtlinge zogen in das Rhein-Main-Gebiet (Hanau und Friedrichsdorf), in die Grafschaften des Wetterauer Grafenvereins, in das heutige Saarland und in die Kurpfalz mit Zweibrücken. Etwa 1.500 Hugenotten fanden in Hamburg, Bremen und Niedersachsen eine neue Heimat. Über 300 Hugenotten fanden am Hof des Herzogs Georg Wilhelm von Braunschweig und Lüneburg, dessen Gemahlin Eleonore d’Olbreuse selbst Hugenottin war, in Celle Aufnahme und erhielten eine eigene Kirche. Im Jahr 1699 gründeten Hugenotten Neu-Isenburg in der Grafschaft Isenburg-Offenbach, etliche ließen sich in deren Residenz Offenbach nieder. Die meisten Geflüchteten richteten sich ab 1697 definitiv in ihrem Refuge, wie die neue Heimat genannt wurde, ein.

#### Hugenotten in England
Eine Kirche der Ausländer war 1550 London anerkannt worden. Unter Maria I., 1553 bis 1568, fanden Protestanten kaum Aufnahme in England. Kurz darauf kamen 6.000 bis 7.000 hugenottische Handwerker und Händler von der West- und Nordküste Frankreichs. Die Fluchtwelle erreichte um 1685 ihren Höhepunkt mit etwa 45.000 Personen. Sie ließen sich mehrheitlich in London, Canterbury und im Osten Englands nieder.

#### Hugenotten in den Niederlanden
Die Verbrennung von Johannes van Esschen und Hendrik Vos, zweier evangelisch gewordener Augustinermönche aus Antwerpen, 1523 in Brüssel, war der Auftakt der Verfolgung in den südlichen Niederlanden. Er führte in der Folge zur Flucht von etwa 40.000 Protestanten nach Amsterdam und Emden. 1544 bis 1648 folgten ungefähr 60.000 evangelisch gewordene Wallonen, die in der Südprovinz der Niederlande lebten, in die Nordprovinz. Ab 1680 flüchteten etwa 50.000 Hugenotten und weitere 100.000 Flamen in die nördlichen Niederlande, um ihren Glauben frei ausüben zu können. Neben der Stadt Amsterdam wurde auch die Universität Leiden zu einem Brennpunkt der evangelischen Glaubensflüchtlinge.

#### Hugenotten in der Schweiz
150.000 oder mehr Hugenotten durchquerten die Schweiz auf dem Weg nach Deutschland und in andere Exilländer Europas. Sie kamen in zwei Wellen, die erste 1540 bis 1590 und die zweite 1680 bis 1690, wobei 1687 die höchste Zahl von Personen das Land passierten. Besonders viele Hugenotten erreichten Genf (bis zu 28.000 Flüchtlinge bei 12.000 Einwohnern) und Zürich (23.000 bei 10.000 in den Jahren 1683 bis 1688). Große Unterstützung trug auch die Stadt Lausanne mit Reisegeld für Tausende von Hugenotten und Neuenburg mit der Einbürgerung von 5.300 Personen bei. Ungefähr 20.000 Glaubensflüchtlinge blieben dauerhaft in der Schweiz, sie ließen sich in vielen Städten nieder und bildeten auch in Aarau, Basel, Bern, Biel, Chur, St. Gallen, Schaffhausen und Winterthur eigene reformierte, französischsprachige Kirchgemeinden. Mit ihren beruflichen Kenntnissen trugen gebildete Hugenotten wesentlich zum Aufbau von Banken, zur Textilproduktion und zum Kunsthandwerk bei.

#### Hugenotten in Südafrika

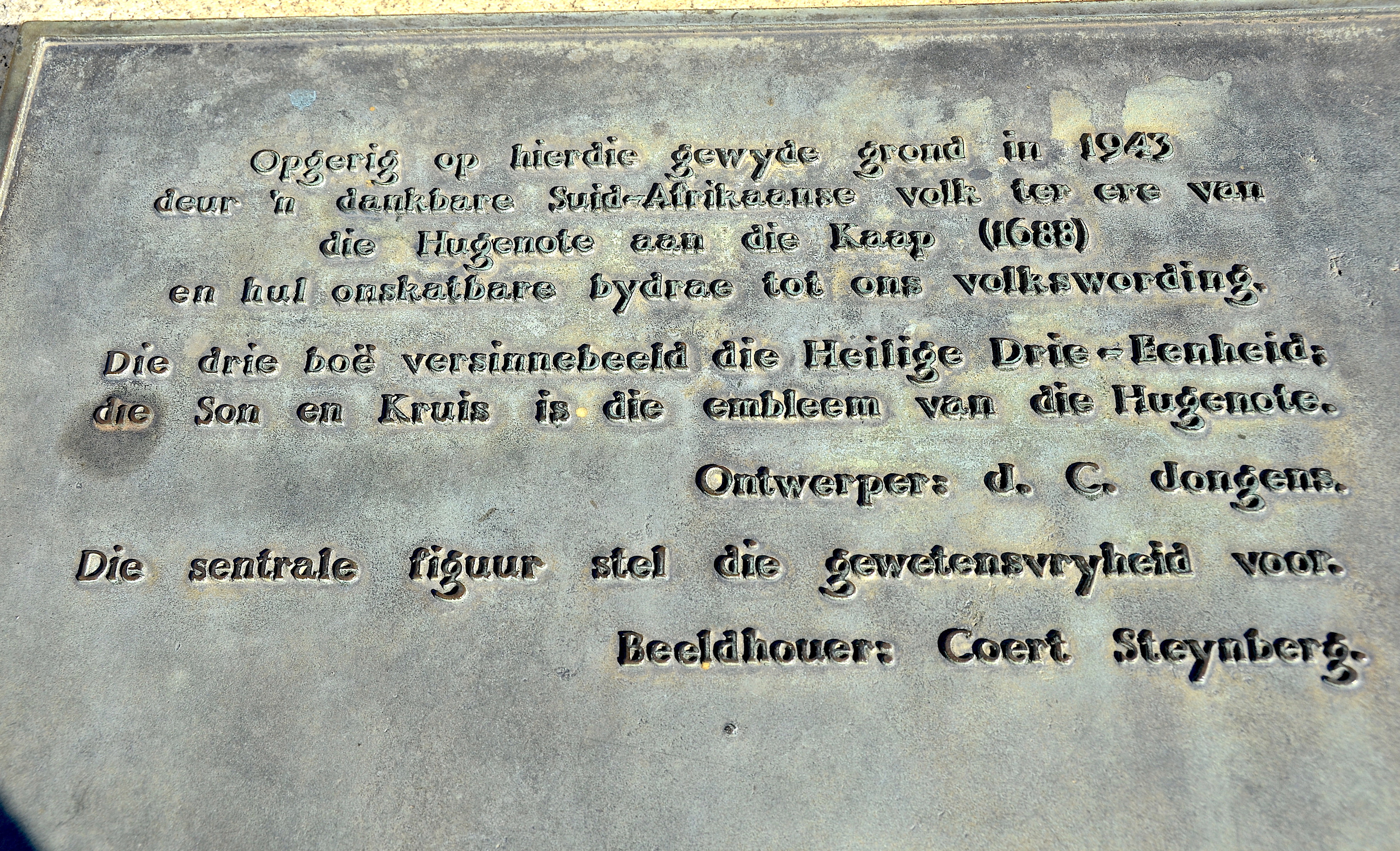
Ehrentafel in Franschhoek (Südafrika), zum Gedenken an die Hugenotten

Die Flucht aus Frankreich führte einige Hugenotten über die Niederlande an die Südspitze Afrikas. Als erstes Schiff lief die Voorschoten mit mehreren hugenottischen Familien an Bord am 31. Dezember 1687 von Delfshaven in Richtung Kap der Guten Hoffnung aus. Sie erreichte die Kapregion am 13. April des folgenden Jahres. Einige der Mitreisenden führten Rebstöcke mit sich und brachten damit dem Weinbau in Südafrika einen merklichen Aufschwung. Etwa 200 Hugenotten gelangten so nach Südafrika und gründeten den Ort Franschhoek. Bis zum Jahr 1749 folgten zahlreiche weitere Schiffe, die Hugenotten nach Südafrika brachten.

## Niederlassungen in Deutschland heute
Heute existieren hugenottische Gemeinden in folgenden Orten (Aufzählung nicht vollständig):

### Hessen
- Bad Karlshafen, Nordhessen, heute Ort des Deutschen Hugenottenmuseums, des Deutschen Hugenotten-Zentrums mit einer genealogischen Forschungseinrichtung sowie der Bibliothek und des Bildarchiv der Deutschen Hugenotten-Gesellschaft.
- Wesertal (Waldenserorte Gewissenruh, Gottstreu)
- Frankenau (Orte: Louisendorf, Ellershausen)
- Schwabendorf
- Hertingshausen (Wohratal)
- Wallonisch-Niederländische Kirche in Hanau
- Friedrichsdorf (1890 Gründungsort der Deutschen Hugenotten-Gesellschaft, derzeitiger Sitz in Bad Karlshafen)
- Hofgeismar (Orte: Carlsdorf, Kelze, Schöneberg, Friedrichsdorf)
- Obermeiser
- Immenhausen (Ort: Mariendorf)
- Wolfhagen (Leckringhausen)
- St. Ottilien (Gemeinde Helsa)
- Kassel, Gründung der Oberneustadt mit Karlskirche
- Mörfelden-Walldorf (Stadtteil Walldorf)
- Neu-Isenburg
- Ober-Ramstadt (Ortsteile Rohrbach und Wembach-Hahn)
- Hungen
- Französisch-Reformierte Kirche in Offenbach am Main
- Schwalmstadt-Frankenhain
- Ehringshausen (Orte: Daubhausen und Greifenthal)

#### Eigenständige hugenottisch-waldensische Gemeindeneugründungen
Im Altkreis Frankenberg
- Louisendorf (Dorf mit bis um 1990 erhaltener altertümlicher französischer Sprache)
- Wiesenfeld

Im heutigen Landkreis Kassel
- Bad Karlshafen
- Carlsdorf
- Mariendorf (Immenhausen)
- Kelze
- Schöneberg (Hofgeismar)
- Gewissenruh
- Gottstreu
- Friedrichsdorf (Hofgeismar)
- St. Ottilien (Gemeinde Helsa)
- Hofgeismar, Neustädter Kirche
- Leckringhausen
- Friedrichsfeld (Trendelburg)
- im Altkreis Wolfhagen Ansiedlung von Hugenotten in der schon bestehenden hessischen Stadt Zierenberg und in der Gemeinde Dörnberg

Im übrigen Hessen
- Landkreis Marburg-Biedenkopf (Orte: Schwabendorf, Todenhausen und Wolfskaute) Stand 2006;
- Daubhausen
- Greifenthal (gegründet von Wilhelm Moritz Graf zu Solms-Greifenstein)
- Hertingshausen
- Friedrichsdorf (gegründet von Landgraf Friedrich)
- Kassel, Oberneustadt (eigener Stadtteil)

### Baden
- Mannheim-Friedrichsfeld (damals Kurpfalz)
- Friedrichstal (seit 1975 Stadtteil von Stutensee)
- Welschneureut (seit 1935 vereinigt mit Teutschneureut zu Neureut, dieses seit 1975 Stadtteil von Karlsruhe)

### Bayern
- Bayreuth
- Erlangen
- Schwabach

### Mecklenburg-Vorpommern
- Bützow
- Düvier
- Bergholz

### Hamburg
In Hamburg bzw. im Hamburger Bezirk Altona gab es bis 1976 Französisch-Reformierte Gemeinden, die sich 1976 zusammen mit den Deutsch-Reformierten zur Evangelisch-reformierten Kirche in Hamburg zusammengeschlossen haben.

### Saarland
- Ludweiler

### Württemberg
- Pinache (seit 1975 Ortsteil von Wiernsheim)
- Serres (seit 1975 Ortsteil von Wiernsheim)
- Großvillars (seit 1972 Ortsteil von Oberderdingen)
- Kleinvillars (seit 1972 Ortsteil von Knittlingen)
- Corres (Ortsteil von Ötisheim)
- Perouse (seit 1972 Stadtteil von Rutesheim)
- Neuhengstett (seit 1974 Ortsteil von Althengstett)
- Nordhausen (Nordheim)

### Berlin und Brandenburg
In Berlin und Brandenburg gehören die Französisch-Reformierten Gemeinden zur Evangelischen Kirche Berlin-Brandenburg-schlesische Oberlausitz und bilden den Reformierten Kirchenkreis. Dieser Kirchenkreis nahm 1997 eine französischsprachige Gemeinde auf (Communauté protestante francophone de Berlin et environs).
In Berlin erinnern Namen von Ortsteilen wie Moabit und Französisch Buchholz und Straßen und im Oderbruch die Ortsnamen Vevais, Beauregard und Croustillier noch an die in Preußen siedelnden Hugenotten. Eine alternative Bezeichnung besonders noch im 19. Jahrhundert war Réfugiés.

### Sachbücher
deutschsprachig
- Schunka, Alexander: Die Hugenotten. Geschichte, Religion, Kultur. C.H. Beck, München 2019, ISBN 978-3-406-73431-1.
- Andreas Jakob: Hugenotten in Franken. Mehr als eine Initialzündung? In: Andrea M. Kluxen, Julia Krieger, Andrea May (Hrsg.): Fremde in Franken. Migration und Kulturtransfer (Geschichte und Kultur in Mittelfranken, Bd. 4). Würzburg 2016, ISSN 2190-4847, ISBN 978-3-95650-137-1, S. 157–212.
- Manuela Böhm (Hrsg.): Hugenotten zwischen Migration und Integration. Neue Forschungen zum Refuge in Berlin und Brandenburg. Metropol, Berlin 2005, ISBN 3-936411-73-5 (Rezension).
- Guido Braun, Susanne Lachenicht (Hrsg.): Hugenotten und die deutschen Territorialstaaten. Immigrationspolitik und Integrationsprozesse (= Pariser Historische Studien, 82). Oldenbourg, München 2007, ISBN 978-3-486-58181-2 (Online perspectivia.net).
- Jochen Desel: Hugenotten. Französische Glaubensflüchtlinge in aller Welt. 2. Auflage. Dt. Hugenotten-Gesellschaft, Bad Karlshafen 2005, ISBN 3-930481-18-9.
- Gerhard Fischer: Die Hugenotten in Berlin. Hentrich & Hentrich Verlag, Berlin 2010, ISBN 978-3-941450-11-0.
- Barbara Dölemeyer: Die Hugenotten (Urban-Taschenbücher; 615). Kohlhammer, Stuttgart 2006, ISBN 3-17-018841-0.
- Ingrid und Klaus Brandenburg: Hugenotten: Geschichte eines Martyriums. Panorama, Wiesbaden 1998, ISBN 3-926642-17-3.
- Eberhard Gresch: Die Hugenotten. Geschichte, Glaube und Wirkung. 5., vollständig überarbeitete Auflage. Evangelische Verlagsanstalt, Leipzig 2015, ISBN 978-3-374-04111-4 (Rezension der 2. Auflage, PDF).
- Ute Lotz-Heumann: Reformierte Konfessionsmigration: Die Hugenotten. In: Europäische Geschichte Online (EGO). Leibniz-Institut für Europäische Geschichte (IEG), Mainz, 31. Mai 2012, abgerufen am 21. Januar 2024.
- Ulrich Niggemann: Hugenotten (UTB Profile). Böhlau, Köln/Weimar/Wien 2011, ISBN 978-3-8252-3437-9 (Rezension).
- Andreas Jakob: Die Legende von den ‚Hugenottenstädten‘. Deutsche Planstädte des 16. und 17. Jahrhunderts. In: Volker Himmelein (Hrsg.): ‚Klar und lichtvoll wie eine Regel‘. Planstädte der Neuzeit vom 16. bis zum 18. Jahrhundert. Ausstellungskatalog Badisches Landesmuseum Karlsruhe 1990. Karlsruhe 1990, ISBN 3-7650-9026-3, S. 181–198.
- Willi Stubenvoll: Die deutschen Hugenottenstädte. Frankfurt am Main 1990.
- Thomas Klingebiel: Weserfranzosen. Studien zur Geschichte der Hugenottengemeinschaft in Hameln (1690–1757). Vandenhoeck & Ruprecht, Göttingen 1992, ISBN 3-525-55237-8.
- Katalog: Zuwanderung Deutschland – Die Hugenotten. Für das Deutsche Historische Museum, herausgegeben von Sabine und Hans Ottomeyer. Deutsches historisches Museum Berlin 2005, ISBN 3-86102-135-8 (Museumsausgabe), ISBN 3-938832-01-0 (Buchhandelsausgabe).

französischsprachig
- Henri Bosc: La guerre des Cévennes. Presses du Languedoc, Montpellier 1985/92, ISBN 2-85998-023-7 (6 Bände).
- Philippe Joutard: Les Camisards. Gallimard, Paris 1994, ISBN 2-07-029411-0.
- Philippe Joutard: La légende des Camisards Une sensibilité au passé. Gallimard, Paris 1985, ISBN 2-07-029638-5.
- Henry Mouysset: Les premiers Camisards. Juilliet 1702. Presses du Languedoc, Montpellier 1985, ISBN 2-85998-259-0.
- Pierre Rolland: Dictionnaire des Camisards. Presses du Languedoc, Montpellier 1995, ISBN 2-85998-147-0.

englischsprachig
- Anne Dunan-Page: The Religious Culture of the Huguenots. 1660–1750. Ashgate, Aldershot 2006, ISBN 0-7546-5495-8.
- David Horton: French Huguenots in English Speaking Lands. Lang, New York 2000, ISBN 0-8204-4542-8.
- Neil Kamil: Fortress of the Soul. Violence, Metaphysics and Material Life in the Huguenots’ New World, 1517–1751. University Press, Baltimore MD 2005, ISBN 0-8018-7390-8.
- Abraham D. Lavender: French Huguenots. From Mediterranean Catholics to White Anglo-Saxon Protestants. Lang, New York 1990, ISBN 0-8204-1136-1.
- Brian E. Strayer: Huguenots and Camisards as Aliens in France, 1598–1789. The Struggle for Religious Toleration. Mellen, Lewiston NY 2001, ISBN 0-7734-7370-X.
- David Trim (Hrsg.): The Huguenots. History and Memory in Transnational Context. Essays in Honour and Memory of Walter C. Utt (= Studies in the History of Christian Traditions, Bd. 156). Brill, Leiden u. a. 2011, ISBN 978-90-04-20775-2 (Vorschau bei Google Books).

### Belletristik
- Taylor Caldwell: Alle Macht dieser Welt. Roman. Bechtermünz, Augsburg 1999, ISBN 3-8289-0246-4.
- Victoria Holt: Die Blutnacht von Paris. Roman. Hestia, Rastatt 1995, ISBN 3-89457-068-7.
- Heinrich Mann: Die Jugend des Königs Henri Quatre, Roman.
- Ursula Meyer-Nobs: Der Galeerensträfling. Roman nach dem Erlebnisbericht des Jakob Maler. Zytglogge, Gümlingen 2003, ISBN 3-7296-0649-2.
- Uwe Otto: Die Laurents. Der Roman einer Berliner Hugenottenfamilie. Droemer/Knaur, München 1981, ISBN 3-426-00787-8.
- Emil-Ernst Rommer: Blanche Gamond oder die Krone des Lebens. Hänssler, Holzgerlingen 2002, ISBN 3-7751-3842-0.
- Kate Mosse: Die brennenden Kammern. Historischer Roman. Lübbe, Köln 2020, ISBN 978-3-7325-8636-3.

## Dokumentation
- Flucht im Namen Gottes – Die Hugenotten. Teil 1: Aufbruch ins Ungewisse. Teil 2: Ankunft in der Fremde. Regie: Paul Wiederhold, Saskia Weisheit und Marvin Entholt. NDR, Deutschland, 97 Minuten, 2018